# 隔離教育
日治時期的隔離教育指的就是在教育上將在台日本人與台灣人隔離，有所謂的公學校與小學校。公學校是專門給台灣弟子就讀的學校，而小學校則是專門給在台日本弟子就讀學校。該制度因1941年台灣教育令的改正而正式的走入歷史。